# L'Affaire Coquelet
Pour plus de détails, voir Fiche technique et Distribution.
L'Affaire Coquelet est un film français réalisé en 1934 par Jean Gourguet et sorti en mars 1935.

## Résumé
Monsieur Coquelet, un collectionneur de jarretières découvre avec stupéfaction que l’objet le plus précieux de sa collection a disparu. La police et la gendarmerie vont se mettre à traquer le voleur.

## Fiche technique
- Réalisateur et coproducteur : Jean Gourguet
- Scénario et dialogue : Jean Périne
- Directeur de la photographie : Christian Matras
- Cameraman Émile Gaudu
- Musique : Charles Ferret
- Producteur : Charles-Félix Tavano
- Chanson : La Petite Ville de Jean Périne (paroles) et Charles Ferret, interprétée par Tino Rossi (éditions musicales Paul Beuscher)
- Pays d'origine :  France
- Format :  Noir et blanc - 1,37:1 - 35 mm - Muet
- Genre :  Comédie
- Durée : 87 minutes
- Sortie en France : 
  - France - 8 mars 1935
- Note : film perdu

## Distribution
- Marcel Lévesque : M. Coquelet, un collectionneur de jarretières historiques
- Alice Tissot : Hortense Coquelet
- Paul Pauley : Piedalouette
- Vivian Grey : Colette
- Fernand René : Moulard
- Jane Pierson : Léontine, la cuisinière
- Monette Dinay : Justine
- Robert Le Vigan : Poireau, le jardinier
- Albert Duvaleix : le commissaire
- Tino Rossi : Jean Clairval
- André Moreau : rôle non spécifié